# Dard (arma)
El dard és una arma de tipus llançívol composta d'una asta (pal de fusta, canya o metall) que té a la seva extremitat una fulla esmolada o punxeguda. Es diferencia de la llança per la seva longitud més reduïda, el seu major abast i la seva capacitat de penetració. Històricament fou una de les armes característiques dels almogàvers.

## Llançament del dard
Des d'èpoques remotes alguns dards es llançaven "embagats" per a augmentar la precisió i l'abast del tir. Embagar el dard consistia a preparar-lo per a llançar, amb l'auxili d'una tira de pell adobada o similar ("amentum" en llatí) que se subjectava al dard, li donava unes voltes i anava a parar a la mà en un altre extrem.
Hi ha diversos tipus de bagues o "amentum" amb els corresponents sistemes d'embagar i de llançar.
L'aspecte més important era que el dard sortia amb un moviment de rotació (relativa a l'eix longitudinal) provocant una trajectòria més estable (I, per tant, més precisa i de més abast).

### Video del llançament d'una "fletxa suïssa"
El sistema de llançament és molt semblant al d'un dard "amb baga".